# Powiat Brieg
Powiat Brieg (niem. Landkreis Brieg, pol. powiat brzeski) – prusko-niemiecka jednostka podziału administracyjnego, istniejąca w latach 1742-1945, wchodząca w skład prowincji śląskiej (do 1919 r.), a następnie prowincji dolnośląskiej.

## Historia
Landkreis Brieg powstał na terenie średniowiecznego Księstwa Brzeskiego w 1742 r.
W latach 1815–1816 wprowadzono w Prusach jednostkę administracyjną rejencję jako pośredni szczebel administracji pomiędzy prowincją a powiatem. Powiat Brieg należał do pruskiej prowincji śląskiej i do nowo utworzonej rejencji we Wrocławiu. Siedzibą starosty, urzędu i sejmiku powiatowego był Brieg, który od 1 kwietnia 1907 r. tworzył osobny powiat miejski.
Pierwszego października 1932 r. władze prowincji dolnośląskiej kierując się oszczędnościami w administracji dokonały likwidacji części mniejszych powiatów. W ten sposób powiat brzeski został powiększony o powiat oławski. Przy tej okazji dokonano korekty granic powiatu, wyłączając z niego miasto Wansen oraz gminy wiejskie: Alt Wansen, Brosewitz, Hermsdorf, Johnwitz, Knischwitz, Köchendorf, Marienau i Spurwitz, które włączono następnie do powiatu strzelińskiego. Rok później ponownie odłączono od niego powiat oławski jako samodzielną jednostkę administracyjną.
Powiat Brieg został zajęty w maju 1945 r. przez oddziały Armii Czerwonej. Kilkanaście dni później zaczęła działać tu polska administracja. Tym samym swoją działalność na tym terenie rozpoczął polski powiat brzeski, który pokrywał się pod względem swojego terytorium z przedwojennym powiatem Brieg.

## Landraci[4]
- 1871-1891  Heinrich von Reuß
- 1892-1901  Karl Heinrich Freiherrr Schirndinger von Schirnding
- 1901-1908  dr Alfred von Goßler
- 1908-1919  Günther Graf von Roedern
- 1919-1932  dr Alfred Janetzki
- 1932-1933  dr Hans Bertuch
- 1933-1934  dr Rudolf Thiele (landrat komisaryczny)
- 1934-1944  Paul Pietsch
- 1944-1945  Braß, landrat w Oławie, (p.o. landrata brzeskiego)

## Ludność (1885–1939)
- 1885 r. - 60.820
- 1890 r. - 61.750, z czego ewangelicy: 48.834,  katolicy: 13.396,   wyznanie mojżeszowe: 503
- 1900 r. - 63.077, z czego ewangelicy: 49.632,  katolicy: 12.836
- 1910 r. - 39.104, z czego ewangelicy: 33.081,  katolicy:  5.736
- 1925 r. - 38.258, z czego ewangelicy: 32.824,  katolicy:  5.288,   wyznanie mojżeszowe: 107,   inni chrześcijanie:  19
- 1933 r. - 38.496, z czego ewangelicy: 32.565,  katolicy:  5.726,   wyznanie mojżeszowe:  67,   inni chrześcijanie:   5
- 1939 r. - 38.596, z czego ewangelicy: 32.054,  katolicy:  6.227,   wyznanie mojżeszowe:  37,   inni chrześcijanie:  79

## Podział administracyjny
1 stycznia 1945 powiat dzielił się na:
- 1  miasto: Stadt Löwen,
- 59 gmin powyżej 2 tys. mieszkańców,
- 2 dobra rodowe.